# Bonne de Luxembourg
 (mai 2009).
Si vous disposez d'ouvrages ou d'articles de référence ou si vous connaissez des sites web de qualité traitant du thème abordé ici, merci de compléter l'article en donnant les références utiles à sa vérifiabilité et en les liant à la section « Notes et références ».
Titres
Duchesse de Normandie
28 juillet 1332 – 11 septembre 1349
(17 ans, 1 mois et 14 jours)
Comtesse du Maine et d'Anjou
28 juillet 1332 – 11 septembre 1349
(17 ans, 1 mois et 14 jours)
Bonne de Luxembourg (en latin Bona ; en allemand Jutta - ou Guta - von Luxemburg), née le 20 mai 1315, morte le 11 septembre 1349 à l'abbaye de Maubuisson, fille de Jean de Luxembourg, roi de Bohême et sœur de l'empereur Charles IV du Saint-Empire, est duchesse de Normandie par son mariage avec l'héritier du royaume de France, le futur roi Jean de Valois, dit le Bon. Morte moins d'un an avant l'accession de son époux au trône, le 22 août 1350, elle ne devient jamais reine de France mais est la mère du roi Charles V de France et des ducs Louis Ier d'Anjou, Philippe II de Bourgogne, Jean Ier de Berry qui fondèrent des dynasties puissantes.

## Biographie

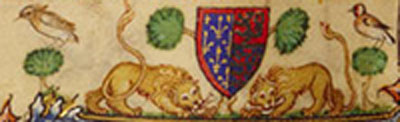
Écu de Bonne de Luxembourg dans son psautier.

Bonne de Luxembourg est la fille de Jean Ier de Luxembourg, roi de Bohême et comte de Luxembourg et de sa première épouse, Élisabeth de Bohême. Elle est donc la sœur aînée de l'empereur Charles IV. Son nom Guta (Gut en allemand signifie bon) est francisé en Bonne.
La princesse Bonne de Luxembourg est plusieurs fois l'objet des projets matrimoniaux de son père pour renforcer sa dynastie. Elle est ainsi fiancée à l'âge de six ans à Frédéric, futur margrave de Misnie, mais son père rompt les fiançailles après que les Wettin se furent rangés du côté de Louis de Bavière. Frédéric de Misnie préfère d'ailleurs épouser Mathilde, la fille de Louis, ce qui sera conclu en 1328. Après des négociations avec Henri IV, duc de Bar, voisin du comté de Luxembourg, la préférence de Jean de Luxembourg se tourne bientôt vers le trône de France des Valois. De doubles fiançailles sont conclues entre son fils Charles et Blanche de Valois, ainsi qu'entre sa fille Bonne et Jean de Valois.
Jean de Luxembourg fait son entrée avec sa fille à Paris le 2 janvier 1332. Le mariage est célébré le 28 juillet 1332 en l'église Notre-Dame de Melun, en présence de six mille invités, suivi de festivités qui durent pendant deux mois, jusqu'à ce que Jean de Valois soit adoubé chevalier en la cathédrale Notre-Dame de Paris. Bonne a dix-sept ans et son époux treize. Il a reçu sa majorité avec les titres de duc de Normandie, comte d'Anjou et comte du Maine. La princesse, quant à elle, qui est d'une grande beauté, séduit également son entourage par l'éducation qu'elle a reçue et la culture dont elle fait preuve. Le psautier qui porte son nom, composé par Jean le Noir, contribue à comprendre le raffinement qui donne le ton à sa cour. Ainsi, Bonne de Luxembourg apprécie Guillaume de Machaut qui fait partie de son entourage.

## Mariage et descendance
Bonne épouse Jean, fils aîné du roi de France, le 28 juillet 1332 à Melun. De cette union naquirent onze enfants : 
1. Blanche (1336-1336) ;
2. Charles V (1338-1380), futur roi de France de 1364 à 1380 ;
3. Catherine (1338-1338) ;
4. Louis (1339-1384) duc d'Anjou épouse en 1360 Marie de Blois (1345-1404) ;
5. Jean (1340-1416) duc de Berry épouse en 1360 Jeanne d'Armagnac (?-1387) ;
6. Philippe II le Hardi (1342-1404) duc de Bourgogne épouse en 1369 Marguerite III de Flandre (1350-1405) ;
7. Jeanne (1343-1373) épouse en 1352 Charles II le Mauvais, roi de Navarre (1332-1387) ;
8. Marie (1344-1404) épouse en 1364 Robert Ier, duc de Bar ;
9. Agnès (1345-1349) ;
10. Marguerite (1347-1352) ;
11. Isabelle (1348-1372) épouse en 1360 Jean-Galéas Visconti (1351-1402) duc de Milan.

## Décès
La réapparition de la peste noire en Occident entraîne son décès le 11 septembre 1349, à l'âge de 34 ans, à l'abbaye de Maubuisson. Bonne n'a ainsi jamais pu devenir reine de France. Son époux se remarie moins de six mois plus tard avec Jeanne Ire d'Auvergne.